# Tre dage ved Panne 2019
Tre dage ved Panne 2019 var den 43. udgave af cykelløbet Tre dage ved Panne. Det var det tiende arrangement på UCI's World Tour-kalender i 2019 og blev arrangeret 27. marts 2019. Det blev vundet af hollandske Dylan Groenewegen fra Team Jumbo-Visma.

## Hold og ryttere
| UCI WorldTeams (15)- Deceuninck-Quick Step - Astana - Bora-hansgrohe - CCC Team - EF Education First - Lotto Soudal - Mitchelton-Scott - Movistar Team - Dimension Data - Team Jumbo-Visma - Katusha-Alpecin - Sky - Team Sunweb - Trek-Segafredo - UAE Team Emirates UCI Professionelle kontinentalthold (9)- Cofidis, Solutions Crédits - Corendon-Circus - Direct Énergie - Israel Cycling Academy - Roompot-Charles - Sport Vlaanderen-Baloise - Vital Concept-B&B Hotels - Wallonie Bruxelles - Wanty-Groupe Gobert |
| |

### Danske ryttere
- Kasper Asgreen kørte for Deceuninck-Quick Step
- Michael Mørkøv kørte for Deceuninck-Quick Step
- Rasmus Byriel Iversen kørte for Lotto-Soudal
- Lars Bak kørte for Dimension Data
- Asbjørn Kragh Andersen kørte for Team Sunweb
- Mads Pedersen kørte for Trek-Segafredo
- Lasse Norman Hansen kørte for Corendon-Circus

## Resultater
| \| Samlede stilling \| Samlede stilling \| Samlede stilling \| Samlede stilling \| Samlede stilling \| \| Rytter \| Rytter \| Hold \| Tid \| \| \| ---------------- \| -------------------- \| -------------------------- \| ---------------- \| ---------------- \| \| 1. \| Dylan Groenewegen \| Team Jumbo-Visma \| 4t 36' 32" \| \| \| 2. \| Fernando Gaviria \| UAE Team Emirates \| + 0" \| \| \| 3. \| Elia Viviani \| Deceuninck-Quick Step \| + 0" \| \| \| 4. \| Nacer Bouhanni \| Cofidis, Solutions Crédits \| + 0" \| \| \| 5. \| Justin Jules \| Wallonie Bruxelles \| + 0" \| \| \| 6. \| Kristoffer Halvorsen \| Team Sky \| + 0" \| \| \| 7. \| Jonas Vangenechten \| Vital Concept-B&B Hotels \| + 0" \| \| \| 8. \| Luka Mezgec \| Mitchelton-Scott \| + 0" \| \| \| 9. \| Giacomo Nizzolo \| Dimension Data \| + 0" \| \| \| 10. \| Mike Teunissen \| Team Jumbo-Visma \| + 0" \| \| |                      |                            |            |
| |                      |                            |            |
| Kilde: ProCyclingStats |                      |                            |            |
| Samlede stilling |                      |                            |            |
| Rytter | Rytter               | Hold                       | Tid        |
| 1. | Dylan Groenewegen    | Team Jumbo-Visma           | 4t 36' 32" |
| 2. | Fernando Gaviria     | UAE Team Emirates          | + 0"       |
| 3. | Elia Viviani         | Deceuninck-Quick Step      | + 0"       |
| 4. | Nacer Bouhanni       | Cofidis, Solutions Crédits | + 0"       |
| 5. | Justin Jules         | Wallonie Bruxelles         | + 0"       |
| 6. | Kristoffer Halvorsen | Team Sky                   | + 0"       |
| 7. | Jonas Vangenechten   | Vital Concept-B&B Hotels   | + 0"       |
| 8. | Luka Mezgec          | Mitchelton-Scott           | + 0"       |
| 9. | Giacomo Nizzolo      | Dimension Data             | + 0"       |
| 10. | Mike Teunissen       | Team Jumbo-Visma           | + 0"       |

## Startliste
| Deceuninck-Quick Step DQT | Deceuninck-Quick Step DQT       | Deceuninck-Quick Step DQT |
| ------------------------- | ------------------------------- | ------------------------- |
| Nr.                       | Rytter                          | Placering                 |
| 1                         | Elia Viviani (ITA)              | 3.                        |
| 2                         | Kasper Asgreen (DEN)            | 69.                       |
| 3                         | Fabio Jakobsen (NED)            | 50.                       |
| 4                         | Bob Jungels (LUX) (landevej)    | 49.                       |
| 5                         | Iljo Keisse (BEL)               | 54.                       |
| 6                         | Florian Sénéchal (FRA)          | 100.                      |
| 7                         | Michael Mørkøv (DEN) (landevej) | 18.                       |

| Astana AST | Astana AST               | Astana AST |
| ---------- | ------------------------ | ---------- |
| Nr.        | Rytter                   | Placering  |
| 11         | Davide Ballerini (ITA)   | 20.        |
| 12         | Zjandos Bizjigitov (KAZ) | 83.        |
| 13         | Laurens De Vreese (BEL)  | 62.        |
| 14         | Jevgenij Giditj (KAZ)    | 136.       |
| 15         | Dmitrij Gruzdev (KAZ)    | 43.        |
| 16         | Hugo Houle (CAN)         | 63.        |
| 17         | Manuele Boaro (ITA)      | 82.        |

| Bora-Hansgrohe BOH | Bora-Hansgrohe BOH                 | Bora-Hansgrohe BOH |
| ------------------ | ---------------------------------- | ------------------ |
| Nr.                | Rytter                             | Placering          |
| 21                 | Pascal Ackermann (GER) (landevej)  | 149.               |
| 22                 | Christoph Pfingsten (GER)          | 41.                |
| 23                 | Lukas Pöstlberger (AUT) (landevej) | 110.               |
| 24                 | Juraj Sagan (SVK)                  | 112.               |
| 25                 | Oscar Gatto (ITA)                  | DNF                |
| 26                 | Michael Schwarzmann (GER)          | 52.                |
| 27                 | Rüdiger Selig (GER)                | 53.                |

| CCC Team CPT | CCC Team CPT                   | CCC Team CPT |
| ------------ | ------------------------------ | ------------ |
| Nr.          | Rytter                         | Placering    |
| 31           | Paweł Bernas (POL)             | 73.          |
| 32           | Kamil Gradek (POL)             | 27.          |
| 33           | Jakub Mareczko (ITA)           | 24.          |
| 34           | Szymon Sajnok (POL)            | 45.          |
| 35           | Jonas Koch (GER)               | 35.          |
| 36           | Serge Pauwels (BEL)            | 130.         |
| 37           | Guillaume Van Keirsbulck (BEL) | 44.          |

| EF Education First EF1 | EF Education First EF1    | EF Education First EF1 |
| ---------------------- | ------------------------- | ---------------------- |
| Nr.                    | Rytter                    | Placering              |
| 41                     | Logan Owen (USA)          | 61.                    |
| 42                     | Mitchell Docker (AUS)     | 107.                   |
| 43                     | Moreno Hofland (NED)      | 118.                   |
| 44                     | Sebastian Langeveld (NED) | 108.                   |
| 45                     | Daniel McLay (GBR)        | 70.                    |
| 46                     | Taylor Phinney (USA)      | DNF                    |
| 47                     | Julius van den Berg (NED) | 117.                   |

| Lotto-Soudal LTS | Lotto-Soudal LTS            | Lotto-Soudal LTS |
| ---------------- | --------------------------- | ---------------- |
| Nr.              | Rytter                      | Placering        |
| 51               | Jens Keukeleire (BEL)       | 123.             |
| 52               | Rasmus Byriel Iversen (DEN) | DNF              |
| 53               | Adam Blythe (GBR)           | 51.              |
| 54               | Stan Dewulf (BEL)           | 97.              |
| 55               | Frederik Frison (BEL)       | 103.             |
| 56               | Lawrence Naesen (BEL)       | 14.              |
| 57               | Enzo Wouters (BEL)          | 128.             |

| Mitchelton-Scott MTS | Mitchelton-Scott MTS      | Mitchelton-Scott MTS |
| -------------------- | ------------------------- | -------------------- |
| Nr.                  | Rytter                    | Placering            |
| 61                   | Jack Bauer (NZL)          | 29.                  |
| 62                   | Edoardo Affini (ITA)      | 109.                 |
| 63                   | Luke Durbridge (AUS)      | DNF                  |
| 64                   | Alexander Edmondson (AUS) | DNS                  |
| 65                   | Michael Hepburn (AUS)     | 122.                 |
| 66                   | Luka Mezgec (SLO)         | 8.                   |
| 67                   | Callum Scotson (AUS)      | DNF                  |

| Movistar Team MOV | Movistar Team MOV        | Movistar Team MOV |
| ----------------- | ------------------------ | ----------------- |
| Nr.               | Rytter                   | Placering         |
| 71                | Jürgen Roelandts (BEL)   | 102.              |
| 72                | Jorge Arcas (ESP)        | 56.               |
| 73                | Carlos Barbero (ESP)     | 85.               |
| 74                | Héctor Carretero (ESP)   | DNF               |
| 75                | Jaime Castrillo (ESP)    | 89.               |
| 76                | José Joaquín Rojas (ESP) | 154.              |
| 77                | Jasha Sütterlin (GER)    | 42.               |

| Dimension Data TDD | Dimension Data TDD                | Dimension Data TDD |
| ------------------ | --------------------------------- | ------------------ |
| Nr.                | Rytter                            | Placering          |
| 81                 | Jay Robert Thomson (RSA)          | 90.                |
| 82                 | Lars Bak (DEN)                    | 129.               |
| 83                 | Mark Renshaw (AUS)                | 116.               |
| 84                 | Reinardt Janse van Rensburg (RSA) | 25.                |
| 85                 | Giacomo Nizzolo (ITA)             | 9.                 |
| 86                 | Rasmus Tiller (NOR)               | 153.               |
| 87                 | Jacobus Venter (RSA)              | 59.                |

| Team Jumbo-Visma TJV | Team Jumbo-Visma TJV        | Team Jumbo-Visma TJV |
| -------------------- | --------------------------- | -------------------- |
| Nr.                  | Rytter                      | Placering            |
| 91                   | Pascal Eenkhoorn (NED)      | 143.                 |
| 92                   | Amund Grøndahl Jansen (NOR) | 31.                  |
| 93                   | Dylan Groenewegen (NED)     | 1.                   |
| 94                   | Taco van der Hoorn (NED)    | 88.                  |
| 95                   | Mike Teunissen (NED)        | 10.                  |
| 96                   | Danny van Poppel (NED)      | 39.                  |
| 97                   | Maarten Wynants (BEL)       | 67.                  |

| Katusha-Alpecin TKA | Katusha-Alpecin TKA        | Katusha-Alpecin TKA |
| ------------------- | -------------------------- | ------------------- |
| Nr.                 | Rytter                     | Placering           |
| 101                 | Marcel Kittel (GER)        | 30.                 |
| 102                 | Willie Smit (RSA)          | 79.                 |
| 103                 | Jens Debusschere (BEL)     | 71.                 |
| 104                 | Marco Haller (AUT)         | 47.                 |
| 105                 | Reto Hollenstein (SUI)     | 60.                 |
| 106                 | Vjatjeslav Kuznetsov (RUS) | 72.                 |
| 107                 | Harry Tanfield (GBR)       | 144.                |

| Team Sky SKY | Team Sky SKY               | Team Sky SKY |
| ------------ | -------------------------- | ------------ |
| Nr.          | Rytter                     | Placering    |
| 111          | Leonardo Basso (ITA)       | 132.         |
| 112          | Owain Doull (GBR)          | 34.          |
| 113          | Filippo Ganna (ITA)        | 38.          |
| 114          | Kristoffer Halvorsen (NOR) | 6.           |
| 115          | Christopher Lawless (GBR)  | 152.         |
| 116          | Gianni Moscon (ITA)        | 131.         |
| 117          | Ian Stannard (GBR)         | 133.         |

| Team Sunweb SUN | Team Sunweb SUN              | Team Sunweb SUN |
| --------------- | ---------------------------- | --------------- |
| Nr.             | Rytter                       | Placering       |
| 121             | Chad Haga (USA)              | 91.             |
| 122             | Cees Bol (NED)               | 11.             |
| 123             | Roy Curvers (NED)            | 40.             |
| 124             | Florian Stork (GER)          | 87.             |
| 125             | Asbjørn Kragh Andersen (DEN) | 46.             |
| 126             | Johannes Fröhlinger (GER)    | DNF             |
| 127             | Max Walscheid (GER)          | 23.             |

| Trek-Segafredo TFS | Trek-Segafredo TFS     | Trek-Segafredo TFS |
| ------------------ | ---------------------- | ------------------ |
| Nr.                | Rytter                 | Placering          |
| 131                | Kiel Reijnen (USA)     | 146.               |
| 132                | Alex Frame (NZL)       | DNF                |
| 133                | Alex Kirsch (LUX)      | 57.                |
| 134                | Ryan Mullen (IRL)      | 151.               |
| 135                | Mads Pedersen (DEN)    | 145.               |
| 136                | Matteo Moschetti (ITA) | 148.               |
| 137                | Edward Theuns (BEL)    | 84.                |

| UAE Team Emirates UAD | UAE Team Emirates UAD                 | UAE Team Emirates UAD |
| --------------------- | ------------------------------------- | --------------------- |
| Nr.                   | Rytter                                | Placering             |
| 141                   | Fernando Gaviria (COL)                | 2.                    |
| 142                   | Tom Bohli (SUI)                       | 127.                  |
| 143                   | Simone Consonni (ITA)                 | 141.                  |
| 144                   | Roberto Ferrari (ITA)                 | 68.                   |
| 145                   | Vegard Stake Laengen (NOR) (landevej) | DNF                   |
| 146                   | Ivo Oliveira (POR)                    | 142.                  |
| 147                   | Oliviero Troia (ITA)                  | 37.                   |

| Cofidis, Solutions Crédits COF | Cofidis, Solutions Crédits COF | Cofidis, Solutions Crédits COF |
| ------------------------------ | ------------------------------ | ------------------------------ |
| Nr.                            | Rytter                         | Placering                      |
| 152                            | Filippo Fortin (ITA)           | 111.                           |
| 153                            | Nacer Bouhanni (FRA)           | 4.                             |
| 154                            | Zico Waeytens (BEL)            | 94.                            |
| 155                            | Marco Mathis (GER)             | 150.                           |
| 156                            | Bert Van Lerberghe (BEL)       | 33.                            |
| 157                            | Kenneth Vanbilsen (BEL)        | 32.                            |

| Corendon-Circus COC | Corendon-Circus COC     | Corendon-Circus COC |
| ------------------- | ----------------------- | ------------------- |
| Nr.                 | Rytter                  | Placering           |
| 161                 | Dries De Bondt (BEL)    | 74.                 |
| 162                 | Stijn Devolder (BEL)    | 80.                 |
| 163                 | Lasse Norman Leth (DEN) | 95.                 |
| 164                 | Roy Jans (BEL)          | 15.                 |
| 165                 | Jimmy Janssens (BEL)    | 48.                 |
| 166                 | Maarten van Trijp (NED) | 120.                |
| 167                 | Otto Vergaerde (BEL)    | 36.                 |

| Direct Énergie TDE | Direct Énergie TDE       | Direct Énergie TDE |
| ------------------ | ------------------------ | ------------------ |
| Nr.                | Rytter                   | Placering          |
| 171                | Mathieu Burgaudeau (FRA) | 86.                |
| 172                | Romain Cardis (FRA)      | 77.                |
| 173                | Damien Gaudin (FRA)      | 139.               |
| 174                | Angélo Tulik (FRA)       | 64.                |
| 175                | Adrien Petit (FRA)       | 26.                |
| 176                | Alexandre Pichot (FRA)   | 101.               |
| 177                | Simon Sellier (FRA)      | 78.                |

| Israel Cycling Academy ICA | Israel Cycling Academy ICA | Israel Cycling Academy ICA |
| -------------------------- | -------------------------- | -------------------------- |
| Nr.                        | Rytter                     | Placering                  |
| 181                        | Clément Carisey (FRA)      | DNF                        |
| 182                        | Rudy Barbier (FRA)         | 124.                       |
| 183                        | Sondre Holst Enger (NOR)   | 119.                       |
| 184                        | Zakkari Dempster (AUS)     | 155.                       |
| 185                        | Guillaume Boivin (CAN)     | 28.                        |
| 186                        | Mihkel Räim (EST)          | 17.                        |
| 187                        | Tom Van Asbroeck (BEL)     | 121.                       |

| Roompot-Charles ROC | Roompot-Charles ROC       | Roompot-Charles ROC |
| ------------------- | ------------------------- | ------------------- |
| Nr.                 | Rytter                    | Placering           |
| 191                 | Lars Boom (NED)           | DNF                 |
| 192                 | Senne Leysen (BEL)        | 92.                 |
| 193                 | Stijn Steels (BEL)        | 114.                |
| 194                 | Justin Timmermans (NED)   | 81.                 |
| 195                 | Boy van Poppel (NED)      | 12.                 |
| 196                 | Jesper Asselman (NED)     | 140.                |
| 197                 | Michael Van Staeyen (BEL) | 21.                 |

| Sport Vlaanderen-Baloise SVB | Sport Vlaanderen-Baloise SVB | Sport Vlaanderen-Baloise SVB |
| ---------------------------- | ---------------------------- | ---------------------------- |
| Nr.                          | Rytter                       | Placering                    |
| 201                          | Robbe Ghys (BEL)             | 104.                         |
| 202                          | Milan Menten (BEL)           | 19.                          |
| 203                          | Jordi Warlop (BEL)           | 66.                          |
| 204                          | Preben Van Hecke (BEL)       | 106.                         |
| 205                          | Kenneth Van Rooy (BEL)       | 58.                          |
| 206                          | Sasha Weemaes (BEL)          | 105.                         |
| 207                          | Thimo Willems (BEL)          | 147.                         |

| Vital Concept-B&B Hotels VCB | Vital Concept-B&B Hotels VCB | Vital Concept-B&B Hotels VCB |
| ---------------------------- | ---------------------------- | ---------------------------- |
| Nr.                          | Rytter                       | Placering                    |
| 211                          | Kris Boeckmans (BEL)         | 22.                          |
| 212                          | Bryan Coquard (FRA)          | 65.                          |
| 213                          | Bert De Backer (BEL)         | 126.                         |
| 214                          | Adrien Garel (FRA)           | 93.                          |
| 215                          | Julien Morice (FRA)          | 96.                          |
| 216                          | Jimmy Turgis (FRA)           | 75.                          |
| 217                          | Jonas Vangenechten (BEL)     | 7.                           |

| Wallonie Bruxelles WVA | Wallonie Bruxelles WVA    | Wallonie Bruxelles WVA |
| ---------------------- | ------------------------- | ---------------------- |
| Nr.                    | Rytter                    | Placering              |
| 221                    | Kenny Dehaes (BEL)        | 137.                   |
| 222                    | Justin Jules (FRA)        | 5.                     |
| 223                    | Aksel Nõmmela (EST)       | 16.                    |
| 224                    | Baptiste Planckaert (BEL) | 138.                   |
| 225                    | Mathijs Paasschens (NED)  | 99.                    |
| 226                    | Franklin Six (BEL)        | 98.                    |
| 227                    | Tom Wirtgen (LUX)         | 125.                   |

| Wanty-Gobert WGG | Wanty-Gobert WGG           | Wanty-Gobert WGG |
| ---------------- | -------------------------- | ---------------- |
| Nr.              | Rytter                     | Placering        |
| 231              | Timothy Dupont (BEL)       | 76.              |
| 232              | Alfdan De Decker (BEL)     | 115.             |
| 233              | Tom Devriendt (BEL)        | 135.             |
| 234              | Andrea Pasqualon (ITA)     | 13.              |
| 235              | Wesley Kreder (NED)        | 134.             |
| 236              | Boris Vallée (BEL)         | 55.              |
| 237              | Pieter Vanspeybrouck (BEL) | 113.             |

| Deceuninck-Quick Step DQT | Deceuninck-Quick Step DQT       | Deceuninck-Quick Step DQT |
| ------------------------- | ------------------------------- | ------------------------- |
| Nr.                       | Rytter                          | Placering                 |
| 1                         | Elia Viviani (ITA)              | 3.                        |
| 2                         | Kasper Asgreen (DEN)            | 69.                       |
| 3                         | Fabio Jakobsen (NED)            | 50.                       |
| 4                         | Bob Jungels (LUX) (landevej)    | 49.                       |
| 5                         | Iljo Keisse (BEL)               | 54.                       |
| 6                         | Florian Sénéchal (FRA)          | 100.                      |
| 7                         | Michael Mørkøv (DEN) (landevej) | 18.                       |

| Astana AST | Astana AST               | Astana AST |
| ---------- | ------------------------ | ---------- |
| Nr.        | Rytter                   | Placering  |
| 11         | Davide Ballerini (ITA)   | 20.        |
| 12         | Zjandos Bizjigitov (KAZ) | 83.        |
| 13         | Laurens De Vreese (BEL)  | 62.        |
| 14         | Jevgenij Giditj (KAZ)    | 136.       |
| 15         | Dmitrij Gruzdev (KAZ)    | 43.        |
| 16         | Hugo Houle (CAN)         | 63.        |
| 17         | Manuele Boaro (ITA)      | 82.        |

| Bora-Hansgrohe BOH | Bora-Hansgrohe BOH                 | Bora-Hansgrohe BOH |
| ------------------ | ---------------------------------- | ------------------ |
| Nr.                | Rytter                             | Placering          |
| 21                 | Pascal Ackermann (GER) (landevej)  | 149.               |
| 22                 | Christoph Pfingsten (GER)          | 41.                |
| 23                 | Lukas Pöstlberger (AUT) (landevej) | 110.               |
| 24                 | Juraj Sagan (SVK)                  | 112.               |
| 25                 | Oscar Gatto (ITA)                  | DNF                |
| 26                 | Michael Schwarzmann (GER)          | 52.                |
| 27                 | Rüdiger Selig (GER)                | 53.                |

| CCC Team CPT | CCC Team CPT                   | CCC Team CPT |
| ------------ | ------------------------------ | ------------ |
| Nr.          | Rytter                         | Placering    |
| 31           | Paweł Bernas (POL)             | 73.          |
| 32           | Kamil Gradek (POL)             | 27.          |
| 33           | Jakub Mareczko (ITA)           | 24.          |
| 34           | Szymon Sajnok (POL)            | 45.          |
| 35           | Jonas Koch (GER)               | 35.          |
| 36           | Serge Pauwels (BEL)            | 130.         |
| 37           | Guillaume Van Keirsbulck (BEL) | 44.          |

| EF Education First EF1 | EF Education First EF1    | EF Education First EF1 |
| ---------------------- | ------------------------- | ---------------------- |
| Nr.                    | Rytter                    | Placering              |
| 41                     | Logan Owen (USA)          | 61.                    |
| 42                     | Mitchell Docker (AUS)     | 107.                   |
| 43                     | Moreno Hofland (NED)      | 118.                   |
| 44                     | Sebastian Langeveld (NED) | 108.                   |
| 45                     | Daniel McLay (GBR)        | 70.                    |
| 46                     | Taylor Phinney (USA)      | DNF                    |
| 47                     | Julius van den Berg (NED) | 117.                   |

| Lotto-Soudal LTS | Lotto-Soudal LTS            | Lotto-Soudal LTS |
| ---------------- | --------------------------- | ---------------- |
| Nr.              | Rytter                      | Placering        |
| 51               | Jens Keukeleire (BEL)       | 123.             |
| 52               | Rasmus Byriel Iversen (DEN) | DNF              |
| 53               | Adam Blythe (GBR)           | 51.              |
| 54               | Stan Dewulf (BEL)           | 97.              |
| 55               | Frederik Frison (BEL)       | 103.             |
| 56               | Lawrence Naesen (BEL)       | 14.              |
| 57               | Enzo Wouters (BEL)          | 128.             |

| Mitchelton-Scott MTS | Mitchelton-Scott MTS      | Mitchelton-Scott MTS |
| -------------------- | ------------------------- | -------------------- |
| Nr.                  | Rytter                    | Placering            |
| 61                   | Jack Bauer (NZL)          | 29.                  |
| 62                   | Edoardo Affini (ITA)      | 109.                 |
| 63                   | Luke Durbridge (AUS)      | DNF                  |
| 64                   | Alexander Edmondson (AUS) | DNS                  |
| 65                   | Michael Hepburn (AUS)     | 122.                 |
| 66                   | Luka Mezgec (SLO)         | 8.                   |
| 67                   | Callum Scotson (AUS)      | DNF                  |

| Movistar Team MOV | Movistar Team MOV        | Movistar Team MOV |
| ----------------- | ------------------------ | ----------------- |
| Nr.               | Rytter                   | Placering         |
| 71                | Jürgen Roelandts (BEL)   | 102.              |
| 72                | Jorge Arcas (ESP)        | 56.               |
| 73                | Carlos Barbero (ESP)     | 85.               |
| 74                | Héctor Carretero (ESP)   | DNF               |
| 75                | Jaime Castrillo (ESP)    | 89.               |
| 76                | José Joaquín Rojas (ESP) | 154.              |
| 77                | Jasha Sütterlin (GER)    | 42.               |

| Dimension Data TDD | Dimension Data TDD                | Dimension Data TDD |
| ------------------ | --------------------------------- | ------------------ |
| Nr.                | Rytter                            | Placering          |
| 81                 | Jay Robert Thomson (RSA)          | 90.                |
| 82                 | Lars Bak (DEN)                    | 129.               |
| 83                 | Mark Renshaw (AUS)                | 116.               |
| 84                 | Reinardt Janse van Rensburg (RSA) | 25.                |
| 85                 | Giacomo Nizzolo (ITA)             | 9.                 |
| 86                 | Rasmus Tiller (NOR)               | 153.               |
| 87                 | Jacobus Venter (RSA)              | 59.                |

| Team Jumbo-Visma TJV | Team Jumbo-Visma TJV        | Team Jumbo-Visma TJV |
| -------------------- | --------------------------- | -------------------- |
| Nr.                  | Rytter                      | Placering            |
| 91                   | Pascal Eenkhoorn (NED)      | 143.                 |
| 92                   | Amund Grøndahl Jansen (NOR) | 31.                  |
| 93                   | Dylan Groenewegen (NED)     | 1.                   |
| 94                   | Taco van der Hoorn (NED)    | 88.                  |
| 95                   | Mike Teunissen (NED)        | 10.                  |
| 96                   | Danny van Poppel (NED)      | 39.                  |
| 97                   | Maarten Wynants (BEL)       | 67.                  |

| Katusha-Alpecin TKA | Katusha-Alpecin TKA        | Katusha-Alpecin TKA |
| ------------------- | -------------------------- | ------------------- |
| Nr.                 | Rytter                     | Placering           |
| 101                 | Marcel Kittel (GER)        | 30.                 |
| 102                 | Willie Smit (RSA)          | 79.                 |
| 103                 | Jens Debusschere (BEL)     | 71.                 |
| 104                 | Marco Haller (AUT)         | 47.                 |
| 105                 | Reto Hollenstein (SUI)     | 60.                 |
| 106                 | Vjatjeslav Kuznetsov (RUS) | 72.                 |
| 107                 | Harry Tanfield (GBR)       | 144.                |

| Team Sky SKY | Team Sky SKY               | Team Sky SKY |
| ------------ | -------------------------- | ------------ |
| Nr.          | Rytter                     | Placering    |
| 111          | Leonardo Basso (ITA)       | 132.         |
| 112          | Owain Doull (GBR)          | 34.          |
| 113          | Filippo Ganna (ITA)        | 38.          |
| 114          | Kristoffer Halvorsen (NOR) | 6.           |
| 115          | Christopher Lawless (GBR)  | 152.         |
| 116          | Gianni Moscon (ITA)        | 131.         |
| 117          | Ian Stannard (GBR)         | 133.         |

| Team Sunweb SUN | Team Sunweb SUN              | Team Sunweb SUN |
| --------------- | ---------------------------- | --------------- |
| Nr.             | Rytter                       | Placering       |
| 121             | Chad Haga (USA)              | 91.             |
| 122             | Cees Bol (NED)               | 11.             |
| 123             | Roy Curvers (NED)            | 40.             |
| 124             | Florian Stork (GER)          | 87.             |
| 125             | Asbjørn Kragh Andersen (DEN) | 46.             |
| 126             | Johannes Fröhlinger (GER)    | DNF             |
| 127             | Max Walscheid (GER)          | 23.             |

| Trek-Segafredo TFS | Trek-Segafredo TFS     | Trek-Segafredo TFS |
| ------------------ | ---------------------- | ------------------ |
| Nr.                | Rytter                 | Placering          |
| 131                | Kiel Reijnen (USA)     | 146.               |
| 132                | Alex Frame (NZL)       | DNF                |
| 133                | Alex Kirsch (LUX)      | 57.                |
| 134                | Ryan Mullen (IRL)      | 151.               |
| 135                | Mads Pedersen (DEN)    | 145.               |
| 136                | Matteo Moschetti (ITA) | 148.               |
| 137                | Edward Theuns (BEL)    | 84.                |

| UAE Team Emirates UAD | UAE Team Emirates UAD                 | UAE Team Emirates UAD |
| --------------------- | ------------------------------------- | --------------------- |
| Nr.                   | Rytter                                | Placering             |
| 141                   | Fernando Gaviria (COL)                | 2.                    |
| 142                   | Tom Bohli (SUI)                       | 127.                  |
| 143                   | Simone Consonni (ITA)                 | 141.                  |
| 144                   | Roberto Ferrari (ITA)                 | 68.                   |
| 145                   | Vegard Stake Laengen (NOR) (landevej) | DNF                   |
| 146                   | Ivo Oliveira (POR)                    | 142.                  |
| 147                   | Oliviero Troia (ITA)                  | 37.                   |

| Cofidis, Solutions Crédits COF | Cofidis, Solutions Crédits COF | Cofidis, Solutions Crédits COF |
| ------------------------------ | ------------------------------ | ------------------------------ |
| Nr.                            | Rytter                         | Placering                      |
| 152                            | Filippo Fortin (ITA)           | 111.                           |
| 153                            | Nacer Bouhanni (FRA)           | 4.                             |
| 154                            | Zico Waeytens (BEL)            | 94.                            |
| 155                            | Marco Mathis (GER)             | 150.                           |
| 156                            | Bert Van Lerberghe (BEL)       | 33.                            |
| 157                            | Kenneth Vanbilsen (BEL)        | 32.                            |

| Corendon-Circus COC | Corendon-Circus COC     | Corendon-Circus COC |
| ------------------- | ----------------------- | ------------------- |
| Nr.                 | Rytter                  | Placering           |
| 161                 | Dries De Bondt (BEL)    | 74.                 |
| 162                 | Stijn Devolder (BEL)    | 80.                 |
| 163                 | Lasse Norman Leth (DEN) | 95.                 |
| 164                 | Roy Jans (BEL)          | 15.                 |
| 165                 | Jimmy Janssens (BEL)    | 48.                 |
| 166                 | Maarten van Trijp (NED) | 120.                |
| 167                 | Otto Vergaerde (BEL)    | 36.                 |

| Direct Énergie TDE | Direct Énergie TDE       | Direct Énergie TDE |
| ------------------ | ------------------------ | ------------------ |
| Nr.                | Rytter                   | Placering          |
| 171                | Mathieu Burgaudeau (FRA) | 86.                |
| 172                | Romain Cardis (FRA)      | 77.                |
| 173                | Damien Gaudin (FRA)      | 139.               |
| 174                | Angélo Tulik (FRA)       | 64.                |
| 175                | Adrien Petit (FRA)       | 26.                |
| 176                | Alexandre Pichot (FRA)   | 101.               |
| 177                | Simon Sellier (FRA)      | 78.                |

| Israel Cycling Academy ICA | Israel Cycling Academy ICA | Israel Cycling Academy ICA |
| -------------------------- | -------------------------- | -------------------------- |
| Nr.                        | Rytter                     | Placering                  |
| 181                        | Clément Carisey (FRA)      | DNF                        |
| 182                        | Rudy Barbier (FRA)         | 124.                       |
| 183                        | Sondre Holst Enger (NOR)   | 119.                       |
| 184                        | Zakkari Dempster (AUS)     | 155.                       |
| 185                        | Guillaume Boivin (CAN)     | 28.                        |
| 186                        | Mihkel Räim (EST)          | 17.                        |
| 187                        | Tom Van Asbroeck (BEL)     | 121.                       |

| Roompot-Charles ROC | Roompot-Charles ROC       | Roompot-Charles ROC |
| ------------------- | ------------------------- | ------------------- |
| Nr.                 | Rytter                    | Placering           |
| 191                 | Lars Boom (NED)           | DNF                 |
| 192                 | Senne Leysen (BEL)        | 92.                 |
| 193                 | Stijn Steels (BEL)        | 114.                |
| 194                 | Justin Timmermans (NED)   | 81.                 |
| 195                 | Boy van Poppel (NED)      | 12.                 |
| 196                 | Jesper Asselman (NED)     | 140.                |
| 197                 | Michael Van Staeyen (BEL) | 21.                 |

| Sport Vlaanderen-Baloise SVB | Sport Vlaanderen-Baloise SVB | Sport Vlaanderen-Baloise SVB |
| ---------------------------- | ---------------------------- | ---------------------------- |
| Nr.                          | Rytter                       | Placering                    |
| 201                          | Robbe Ghys (BEL)             | 104.                         |
| 202                          | Milan Menten (BEL)           | 19.                          |
| 203                          | Jordi Warlop (BEL)           | 66.                          |
| 204                          | Preben Van Hecke (BEL)       | 106.                         |
| 205                          | Kenneth Van Rooy (BEL)       | 58.                          |
| 206                          | Sasha Weemaes (BEL)          | 105.                         |
| 207                          | Thimo Willems (BEL)          | 147.                         |

| Vital Concept-B&B Hotels VCB | Vital Concept-B&B Hotels VCB | Vital Concept-B&B Hotels VCB |
| ---------------------------- | ---------------------------- | ---------------------------- |
| Nr.                          | Rytter                       | Placering                    |
| 211                          | Kris Boeckmans (BEL)         | 22.                          |
| 212                          | Bryan Coquard (FRA)          | 65.                          |
| 213                          | Bert De Backer (BEL)         | 126.                         |
| 214                          | Adrien Garel (FRA)           | 93.                          |
| 215                          | Julien Morice (FRA)          | 96.                          |
| 216                          | Jimmy Turgis (FRA)           | 75.                          |
| 217                          | Jonas Vangenechten (BEL)     | 7.                           |

| Wallonie Bruxelles WVA | Wallonie Bruxelles WVA    | Wallonie Bruxelles WVA |
| ---------------------- | ------------------------- | ---------------------- |
| Nr.                    | Rytter                    | Placering              |
| 221                    | Kenny Dehaes (BEL)        | 137.                   |
| 222                    | Justin Jules (FRA)        | 5.                     |
| 223                    | Aksel Nõmmela (EST)       | 16.                    |
| 224                    | Baptiste Planckaert (BEL) | 138.                   |
| 225                    | Mathijs Paasschens (NED)  | 99.                    |
| 226                    | Franklin Six (BEL)        | 98.                    |
| 227                    | Tom Wirtgen (LUX)         | 125.                   |

| Wanty-Gobert WGG | Wanty-Gobert WGG           | Wanty-Gobert WGG |
| ---------------- | -------------------------- | ---------------- |
| Nr.              | Rytter                     | Placering        |
| 231              | Timothy Dupont (BEL)       | 76.              |
| 232              | Alfdan De Decker (BEL)     | 115.             |
| 233              | Tom Devriendt (BEL)        | 135.             |
| 234              | Andrea Pasqualon (ITA)     | 13.              |
| 235              | Wesley Kreder (NED)        | 134.             |
| 236              | Boris Vallée (BEL)         | 55.              |
| 237              | Pieter Vanspeybrouck (BEL) | 113.             |